# Reinhold Brückmann
Carl Reinhold Brückmann (* 15. Juli 1823 in Dresden; † 1863 in Chile) war ein deutscher Professor für Mathematik.

## Leben
Reinhold Brückmann legte auf der Dresdner Kreuzschule die Reifeprüfung ab und studierte von 1840 bis 1844 an der Bergakademie Freiberg. Anschließend war er im Bergbau und im Maschinenbau tätig.
Ab Dezember 1847 wirkte er als Hilfslehrer für Mechanik, Maschinenzeichnen und Physik an der Königlichen Gewerbeschule in Chemnitz; ab September 1848 unterrichtete er dort vertretungsweise auch Maschinenlehre und Mechanische Technologie. Am 21. Juni 1850 wurde er als Lehrer für Theoretische Mechanik, Maschinenlehre, Maschinenzeichnen, Mechanische Technologie und Spinnereimechanik fest angestellt.
Am 1. August 1853 wurde er Professor für Mathematik an der Bergakademie Freiberg. Zwei Jahre später bat er aus gesundheitlichen Gründen um seine Entlassung.
Er wanderte nach Chile aus, beschäftigte sich dort mit der Leitung von Hüttenprozessen und starb 1863.

## Veröffentlichungen
- Ueber die Einrichtung und den Gebrauch der Indicatoren für Dampfmaschinen. In: Programm zu der am 23., 25. und 26. März 1850 zu haltenden Prüfung der Schüler der Königlichen Gewerb- und Baugewerkenschule zu Chemnitz. Brockhaus Leipzig 1850.